# Lystrocteisa myrmex
Lystrocteisa myrmex är en spindelart som beskrevs av Simon 1884. Lystrocteisa myrmex ingår i släktet Lystrocteisa och familjen hoppspindlar. Inga underarter finns listade i Catalogue of Life.